# Integrirana avtobusna linija št. 51 (Ljubljana)
Integrirana avtobusna linija številka 51 Ljubljana – Dobrova – Polhov Gradec je ena izmed 33 avtobusnih linij javnega mestnega prometa v Ljubljani in Občini Dobrova-Polhov Gradec. Avtobusi so po njej kot integrirani liniji prvič zapeljali 4. marca 2013. 
Poteka v smeri zahod - vzhod in povezuje naselja ob reki Gradaščici z Dobrovo ter ljubljanskimi predeli Kozarje in Vič s centrom mesta.

## Zgodovina
Prebivalci Polhovega Gradca in ostalih naselij ob reki Gradaščici so po drugi svetovni vojni opuščali delo na kmetijah. Vedno več ljudi je odhajalo na delo v prestolnico, na katero so vsi ti kraji že tako orientirani. V petdesetih letih so po tedaj še večinoma makadamski cesti pričeli obratovati avtobusi. Sprva je avtobus obratoval le nekajkrat dnevno, vozni red je bil prilagojen potrebam delavcev (tovarne so pričele z delom večinoma ob 6.00, zaključile pa ob 14.00). Ko pa so avtomobili postali dostopnejši, je veliko ljudi pričelo uporabljati osebni prevoz, tudi po asfaltiranju regionalne ceste Dobrova - Polhov Gradec. V sedemdesetih letih so postala poceni še goriva, zato je upadlo število potnikov. Po letu 1980 se je zaradi krize v Jugoslaviji stanje spremenilo, vedno več ljudi je ponovno pričelo uporabljati javni prevoz. Tedanji podjetji Viator in kasneje Integral pa nista bili pripravljeni na povečan promet. Primanjkovalo je avtobusov, zato so bili avtobusi ob konicah prepolni, pogoste so bile okvare, vozni red tudi ni bil prilagojen potrebam potnikov. Zato so prebivalci na zborih zahtevali popravke; nekateri so zahtevali na progo celo razporeditev zglobnih avtobusov. Največja težava je bila dopoldanska luknja v voznem redu, saj med 7.40 in 12.00 ni bilo nobenega avtobusa proti Ljubljani. Večinoma so vedno prevladali ekonomski razlogi, zato so se razmere le počasi za silo normalizirale. Po letu 1995 so asfaltirali obračališče pred AP v Polhovem Gradcu, potniki pa so zaradi časovnih in cenovnih ugodnosti ponovno pričeli množičneje uporabljati osebni prevoz. Marca 2000 so v Ljubljani spremenili potek proge, in sicer so zaradi podvajanja trase s progama iz Šentjošta oz. Horjula avtobuse speljali preko Podsmreke, ki je tako kljub bližini Ljubljane šele tako pozno dobila javni prevoz.
Število potnikov na progi je vztrajno upadalo. Sprva so zaradi tega ukinili nedeljske vožnje, ki so jih uporabljali zlasti izletniki, zatem pa so ukinili še sobotne popoldanske vožnje. Zaradi tega se je javni prevoz začel tudi dražiti in je postal popolnoma nekonkurenčen. 
Zaradi zapisanega so predstavniki MOL, podjetja LPP in Občina Dobrova-Polhov Gradec leta 2012 pristopili k pogajanjem za integracijo linije v sistem ljubljanskega javnega potniškega prometa. 
V taki obliki je medkrajevna proga obratovala le še do marca 2013. Po tem datumu se je znižala cena vozovnic, pristojni pa upajo, da bo zaradi tega vedno več ljudi pričelo uporabljati javni prevoz. Povečala naj bi se tudi pretočnost prometa na mestnih vpadnicah in zmanjšale emisije škodljivih delcev v ozračju. Delno je bil spremenjen vozni red, trasa linije pa ponovno vrnjena preko Kozarij, v centru mesta pa je bila trasa s Bleiweisove in Tivolske preusmerjena na Aškerčevo in Slovensko cesto.
S 1. septembrom 2015 je po osrednjem delu Slovenske ceste, ki je bil zaprt zaradi prenove, ponovno stekel avtobusni promet. Istega dne je bila linija 51, skupaj z linijami 3, 3B, 3G, 19B, 19I, 27, in 56, poskusno preusmerjena z osrednjega dela Slovenske ceste. Avtobusi tako z Tržaške ceste zavijejo na Bleiweisovo, Gosposvetsko in na Slovensko in pot nadaljujejo po redni trasi proti Bežigradu. Kot razlog je bilo navedeno manjše število prestopanj potnikov na osrednjem delu Slovenske in število prepeljanih potnikov letno (ta znaša manj kot 2.000.000).

## Trasa
Trg Osvobodilne fronte (avtobusna postaja) - Slovenska cesta - Gosposvetska cesta - Bleiweisova cesta - Tržaška cesta - Cesta na Ključ - Cesta Dolomitskega odreda - cesta 641 - Dobrova - cesta 641 - Šujica - cesta 641 - Gabrje - cesta 641 - Žirovnik - cesta 641 - Hrastenice - cesta 641 - Log - cesta 641 - Belica - cesta 641 - Dvor - cesta 641 - Srednja vas - AP Polhov Gradec.

## Režim obratovanja
Linija obratuje vsak dan. Najpogosteje avtobusi obratujejo ob delavniških prometnih konicah. Poleg osnovne linije obstajajo tri različice, ki podaljšajo svojo vožnjo v zaledje, dve iz Polhovega Gradca do Črnega Vrha oz. Smolnika Zaloga in obratno kot linija 52 ter ena iz Polhovega Gradca do Suhega Dola kot linija 53 na relacijah:
- Ljubljana – Dobrova – Polhov Gradec – Smolnik Zalog (2x dnevno),
- Ljubljana – Dobrova – Polhov Gradec – Smolnik Zalog – Črni Vrh (4x dnevno),
- Ljubljana – Dobrova – Polhov Gradec – Suhi Dol (1x dnevno).

Obstaja pa tudi izpeljanka omejene linije, ki pa nima posebne oznake. To je:
- Gaberje – Dobrova – Ljubljana, ki ima odhod iz Gaberje ob 6.55 uri

### Preglednici časovnih presledkov v minutah
| ura           | 1.9. - 30.6. | 1.7. - 31.8. |
| ------------- | ------------ | ------------ |
| 4.50 - 7.00   | 20-50        | 20-60        |
| 7.00 - 10.00  | 35-140       | 90-140       |
| 10.00 - 12.30 | 30-120       | 90           |
| 12.30 - 13.30 | 60           | 80           |
| 13.30 - 16.10 | 40-65        | 30-90        |
| 16.10 - 19.20 | 20-120       | 110          |
| 19.20 - 22.30 | 85-120       | 90-120       |

| ura           | vse leto |
| ------------- | -------- |
| 6.10 - 8.00   | 100      |
| 8.00 - 11.30  | -        |
| 11.30 - 14.45 | 195      |
| 14.45 - 18.45 | -        |
| 18.45 - 19.30 | 45       |